# Epigenoma humano
El epigenoma humano es el conjunto completo de modificaciones estructurales de la cromatina y modificaciones químicas de histonas y nucleótidos (como la metilación de la citosina). Estas modificaciones afectan según el tipo celular y el estado de desarrollo. Diversos estudios muestran que el epigenoma depende de factores exógenos.

## Modificaciones químicas
Existen diferentes tipos de modificaciones químicas y se puede utilizar el método de análisis molecular para identificar los sitios de unión de las proteínas con la molécula de ADN (CHIP-seq ) para estudiarlas. Los perfiles epigenéticos de los tejidos humanos revelan las siguientes modificaciones distintas de histonas en diferentes áreas funcionales:
| Promotores activos | Potenciadores activos | Cuerpos genéticos transcritos | Regiones silenciadas |
| ------------------ | --------------------- | ----------------------------- | -------------------- |
| H3K4me3            | H3K4me1               | H3K36me3                      | H3K27me3             |
| H3K27ac            | H3K27ac               |                               | H3K9me3              |

### Metilación
El ADN interactúa funcionalmente con una variedad de marcas epigenéticas, como la metilación de la citosina o 5-metilcitosina (5mC). Esta marca epigenética está ampliamente conservada y desempeña un papel importante en la regulación de la expresión genética, en el silenciamiento de elementos transponibles y secuencias repetidas.
Los individuos difieren en su perfil epigenético; por ejemplo, la variación en la metilación de CpG entre individuos es aproximadamente del 42%. El perfil epigenético (incluido el perfil de metilación) de cada individuo es constante a lo largo de un año, lo que refleja la constancia de nuestro fenotipo y rasgos metabólicos. El perfil de metilación, en particular, es bastante estable en un período de 12 meses y parece cambiar más a lo largo de décadas.

#### Sitios de metilación
Las regiones correlacionadas de variación sistémica interindividual (CoRSIV) en la metilación del ADN, abarcan el 0,1% del genoma humano, por lo que son muy raros; pueden correlacionarse entre sí a largas distancias genómicas (>50 kpb). Las CoRSIV también están asociados con genes implicados en muchos trastornos humanos, incluidos tumores, trastornos mentales y enfermedades cardiovasculares. Se ha observado que los sitios CpG asociados a enfermedades están enriquecidos en un 37% en CoRSIV en comparación con las regiones de control y un 53% enriquecidos en CoRSIV en relación con las tDMR (regiones metiladas diferencialmente específicas de tejido).
La mayoría de las CoRSIV tienen solo 200 a 300 pb de largo e incluyen de 5 a 10 dinucleótidos CpG, pero algunas abarcan varios kb con cientos de CpG. Estas regiones tienden a ocurrir en grupos y las dos áreas genómicas de alta densidad de CoRSIV se observan en el locus principal de histocompatibilidad (MHC) en el cromosoma 6 y en la región pericentromérica en el brazo largo del cromosoma 20.
Las CoRSIV están enriquecidos en regiones intergénicas y quiescentes (por ejemplo, regiones subteloméricas) y contienen muchos elementos transponibles, pero pocas islas CpG (CGI) y sitios de unión de factores de transcripción. Además, están subrepresentados en la proximidad de genes, en regiones heterocromáticas, promotores activos y potenciadores. Tampoco suelen estar presentes en regiones genómicas altamente conservadas.
Las CoRSIV pueden tener una aplicación útil: las mediciones de la metilación de CoRSIV en un tejido pueden proporcionar cierta información sobre la regulación epigenética en otros tejidos; se puede predecir la expresión de genes asociados porque las variantes epigenéticas sistémicas generalmente son consistentes en todos los tejidos y tipos de células.

#### Factores que afectan el patrón de metilación
La cuantificación de la base hereditaria que subyace a la variación epigenómica de la población también es importante para delinear su arquitectura reguladora cis y trans. En particular, la mayoría de los estudios afirman que las diferencias interindividuales en la metilación del ADN están determinadas principalmente por polimorfismos de secuencia reguladora cis, que probablemente involucran mutaciones en TFBS (sitios de unión de factores de transcripción) con consecuencias posteriores en el entorno de cromatina local. La escasez de polimorfismos de acción trans en humanos sugiere que tales efectos son muy nocivos. De hecho, se espera que los factores de acción trans sean causados por mutaciones en los genes de control de la cromatina u otros reguladores altamente pleiotrópicos. Si existen variantes de acción trans en poblaciones humanas, probablemente se segregan como alelos raros o se originan a partir de mutaciones somáticas y se presentan con fenotipos clínicos, como es el caso de muchos cánceres.

#### Correlación entre metilación y expresión genética
La metilación del ADN (en particular en las regiones CpG) puede afectar la expresión genética: las regiones hipermetiladas tienden a expresarse diferencialmente. De hecho, las personas con un perfil de metilación similar tienden a tener también el mismo transcriptoma. Además, una observación clave de la metilación humana es que los cambios funcionalmente más relevantes en la metilación de CpG ocurren en elementos reguladores, como los potenciadores.
La expresión diferencial afecta solo a un pequeño número de genes metilados: solamente una quinta parte de los genes con metilación CpG muestra una expresión variable según su estado de metilación. La metilación no es el único factor que afecta la regulación genética.

#### Metilación en embriones
Los experimentos de inmunotinción revelaron que en los embriones humanos previos a la implantación existe un proceso global de desmetilación del ADN. Después de la fertilización, el nivel de metilación del ADN disminuye drásticamente en los primeros pronúcleos. Esto es una consecuencia de la desmetilación activa del ADN en esta etapa. Pero la desmetilación global no es un proceso irreversible; de hecho, la metilación de novo ocurre desde la etapa pronuclear temprana a la media y desde la etapa de 4 células a la de 8 células.
El porcentaje de metilación del ADN es diferente en los ovocitos y en los espermatozoides: el ovocito maduro tiene un nivel intermedio de metilación del ADN (72%), en cambio el espermatozoide tiene un nivel alto de metilación del ADN (86%). La desmetilación en el genoma paterno ocurre rápidamente después de la fertilización, mientras que el genoma materno es bastante resistente al proceso de desmetilación en esta etapa. Las diferentes regiones metiladas (DMR) maternas son más resistentes a la onda de desmetilación previa a la implantación.
La metilación de CpG es similar en la etapa de vesícula germinal (GV), la etapa de metafase intermedia I (MI) y la etapa de metafase madura II (MII). La metilación no CpG continúa acumulándose en estas etapas.
La accesibilidad a la cromatina en la línea germinal se evaluó mediante diferentes enfoques, como sc ATAC-seq y sciATAC-seq, scCOOL-seq, scNOMe-seq y sc DNase-seq. Se identificaron regiones proximales y distales específicas de la etapa con regiones de cromatina accesibles. Se ha descubierto que la accesibilidad global a la cromatina disminuye gradualmente desde el cigoto hasta la etapa de 8 células y luego aumenta. El análisis específico del alelo parental muestra que el genoma paterno se vuelve más abierto que el genoma materno desde la última etapa del cigoto hasta la etapa de 4 células, lo que puede reflejar la descondensación del genoma paterno con el reemplazo de protaminas por histonas.

#### Metilación específica de alelo dependiente de secuencia
Los desequilibrios de metilación del ADN entre cromosomas homólogos muestran un comportamiento dependiente de la secuencia. La diferencia en el estado de metilación de las citosinas vecinas en el mismo cromosoma se produce debido a la diferencia en la secuencia de ADN entre los cromosomas. La secuenciación con bisulfito del genoma completo (WGBS) se utiliza para explorar la metilación específica de alelo dependiente de secuencia (SD-ASM) en un nivel de resolución de un solo cromosoma y una cobertura integral del genoma completo. Los resultados de WGBS probados en 49 metilomas revelaron desequilibrios de metilación de CpG que superaban el 30% de diferencias en el 5% de los loci.
En los sitios de los loci reguladores de genes unidos por factores de transcripción se observó el cambio aleatorio entre estados metilados y no metilados del ADN. Esto también se conoce como conmutación estocástica y está relacionado con la amortiguación selectiva del circuito regulador de genes contra mutaciones y enfermedades genéticas. Solo raras variantes genéticas muestran el tipo estocástico de regulación genética.
El estudio que buscaba construir mapas de desequilibrios alélicos en la metilación del ADN, la transcripción de genes y también de modificaciones de histonas. Se utilizaron 36 tipos de células y tejidos de 13 donantes participantes para examinar 71 epigenomas. Los resultados de WGBS probados en 49 metilomas revelaron desequilibrios de metilación de CpG que superaban el 30% de diferencias en el 5% de los loci. El cambio estocástico se produjo en miles de loci reguladores heterocigotos que estaban unidos a factores de transcripción. El estado de metilación intermedio se refiere a las frecuencias relativas entre epialelos metilados y no metilados. Las variaciones de la frecuencia del epialelo se correlacionan con la afinidad del alelo por los factores de transcripción.
El análisis del estudio sugiere que el epigenoma humano cubre en promedio aproximadamente 200 variantes adversas de SD-ASM. La sensibilidad de los genes con patrones de expresión específicos de tejido brinda la oportunidad de innovación evolutiva en la regulación genética.
La estrategia de reconstrucción de haplotipos se utiliza para rastrear modificaciones químicas de la cromatina (usando ChIP-seq) en una variedad de tejidos humanos. Los mapas epigenómicos resueltos por haplotipos pueden rastrear sesgos alélicos en la configuración de la cromatina. Se observa una variación sustancial entre diferentes tejidos e individuos. Esto permite una comprensión más profunda de las relaciones reguladoras en cis entre genes y secuencias de control.

## Modificaciones estructurales
Se han desarrollado varios métodos para estudiar las modificaciones estructurales y funcionales de la cromatina. El primer proyecto que utilizó perfiles epigenómicos para identificar elementos reguladores en el genoma humano fue ENCODE (Enciclopedia de Elementos de ADN), que se centró en perfilar modificaciones de histonas en líneas celulares. Unos años más tarde, ENCODE se incluyó en el Consorcio Internacional del Epigenoma Humano (IHEC), cuyo objetivo es coordinar estudios internacionales del epigenoma.
Las modificaciones estructurales que estos proyectos pretenden estudiar se pueden dividir en cinco grandes grupos:
- Ocupación de nucleosomas para detectar regiones con genes reguladores.
- Interacciones y dominios de cromatina.[8]

### Dominios topológicos asociados (TAD)
Los dominios topológicos asociados son un grado de organización estructural del genoma de la célula. Están formados por regiones de cromatina, de tamaño desde 100 kilobases hasta megabases, que interactúan mucho entre sí. Los dominios están unidos por otras regiones genómicas que, según su tamaño, se denominan "regiones límite topológicas" o "cromatina no organizada". Estas regiones límite separan los dominios topológicos de la heterocromatina e impiden la amplificación de esta última. Los dominios topológicos están difundidos en los mamíferos, aunque también se identificaron particiones genómicas similares en Drosophila.
Los dominios topológicos en humanos, como en otros mamíferos, tienen muchas funciones con respecto a la expresión genética y el proceso de control transcripcional. Dentro de estos dominios, la cromatina muestra estar bien enredada, mientras que en las regiones límite las interacciones de la cromatina están mucho menos presentes. Estas áreas límite en particular muestran algunas peculiaridades que determinan las funciones de todos los dominios topológicos.
En primer lugar, contienen regiones aislantes y elementos de barrera, los cuales funcionan como inhibidores de una mayor transcripción de la enzima ARN polimerasa. Dichos elementos se caracterizan por la presencia masiva de proteínas de unión a aislantes CTCF.
En segundo lugar, las regiones límite bloquean la propagación de la heterocromatina, evitando así la pérdida de información genética útil. Esta información se deriva de la observación de que la heterocromatina marca las secuencias H3K9me3 interrumpe claramente las secuencias cercanas al límite.
En tercer lugar, los sitios de inicio de la transcripción (TSS), los genes constitutivos y los genes de ARNt son particularmente abundantes en las regiones límite, lo que denota que esas áreas tienen una actividad transcripcional prolífica, gracias a sus características estructurales, diferentes de otras regiones topológicas.
Finalmente, en las zonas fronterizas de los dominios topológicos y sus alrededores se produce un enriquecimiento de los retrotransposones SINE Alu/B1 y B2. En los últimos años, se ha dicho que esas secuencias alteran el sitio de unión de CTCF, interfiriendo así con la expresión de algunas áreas genómicas.
Otras pruebas de un papel en la modulación genética y la regulación de la transcripción se refieren a la gran conservación del patrón de límites a lo largo de la evolución de los mamíferos, con un rango dinámico de pequeñas diversidades dentro de diferentes tipos de células, lo que sugiere que estos dominios topológicos participan en eventos reguladores específicos del tipo de célula.

### Correlación entre metilación y estructura 3D
El proyecto 4D Nucleome tiene como objetivo realizar mapas 3D de genomas de mamíferos para desarrollar modelos predictivos que correlacionen modificaciones epigenómicas con la variación genética. Su objetivo es vincular las modificaciones genéticas y epigenómicas con los potenciadores y promotores con los que interactúan en un espacio tridimensional, descubriendo así interactomas y vías de conjuntos de genes como nuevos candidatos para el análisis funcional y la orientación terapéutica.
Hi-C es un método experimental utilizado para mapear las conexiones entre fragmentos de ADN en un espacio tridimensional a escala de todo el genoma. Esta técnica combina el entrecruzamiento químico de la cromatina con la digestión con enzimas de restricción y la secuenciación de ADN de próxima generación.